# Honey, We're Killing the Kids
Honey, We're Killing the Kids (ukrajinsky Кохана, ми вбиваємо дітей)  je britská reality show, vysílaná na kanálu BBC Three, která poukazuje na důsledky špatného rodičovství. Premiérové vysílání show v Británii proběhlo v letech 2006 až 2007. V pořadu jsou též ukázány počítačově generované snímky o tom, jak by mohly děti rodičů, kteří se do pořadu přihlásili, vypadat. Show se kromě Velké Británie vysílala také v Americe, Kanadě, Austrálii, Polsku, Ukrajině, Rusku a Novém Zélandu.  

## Formát
Na začátku je představena rodina, jež se do pořadu přihlásila a také její problémy. Většinou se jedná o dětskou obezitu, problémové děti, děti závislé na elektronice apod. Následně jsou děti vyšetřeny týmem odborníků - psychologem, fitness trenérem, dietologem, zkontroluje se též jejich zdravotní stav. Poté se fotografie dětí počítačově upraví a sestaví se předpověď toho, jak by podle odhadu mohly děti vypadat ve 40 letech. Toto se následně ukáže rodičům.
Rodiče poté po konzultaci s hlavním moderátorem obdrží pravidla a instrukce, jak mají začít žít zdravý život. Takto je rodina pod dohledem odborníků sledována po dobu 4 týdnů, kdy mají čas na nápravu. 
Většina rodin je ze sociálně slabších vrstev.
Pořad byl např. na Ukrajině kritizován pro svůj násilný obsah. 

## Mezinárodní verze
Vysvětlivky:
| Země          | Název                                                                                | Televize              | Moderátor                | Původní vysílaní |
| ------------- | ------------------------------------------------------------------------------------ | --------------------- | ------------------------ | ---------------- |
| Spojené státy | Honey, We're Killing the Kids                                                        | TLC                   | Samantha Bessudo Drucker | 2006–2007        |
| Nový Zéland   | Honey, We're Killing the Kids (Maorsky: E te honi, kei te patu matou i nga tamariki) | TV3                   | Louise Schofield         | 2007–2008        |
| Polsko        | Kochanie, ratujmy nasze dzieci!                                                      | TVP2                  | Tomasz Wolny             | 2016–dosud       |
| Rusko         | Дорогая, мы убиваем детей                                                            | REN TV                | Oleg Sus                 | 2013             |
| Kanada        | Honey, We're Killing the Kids Canada                                                 | Food Network (Canada) | Lisa Hark                | 2006–2007        |
| Ukrajina      | Кохана, ми вбиваємо дітей                                                            | СТБ                   | Dmytro Karpachov         | 2011–2016        |